# Ivan Dmitrijevics Papanyin
Ivan Dmitrijevics Papanyin, (oroszul: Иван Дмитриевич Папанин; Szevasztopol, 1894. november 26. – Moszkva, 1986. január 30.) a szovjet Északi-sark-kutatás egyik úttörője. Orosz sarkutazó, tudós, tengernagy, kétszer kapta meg a Szovjetunió Hőse címet, és kilencszer a Lenin-rendet.

## Élete
A Krímben, tengerész családban született. Az első világháború kitöréséig vasesztergályosként dolgozott, majd 1914-ben besorozták a haditengerészethez. 1917-ben csatlakozott a Nagy Októberi Szocialista Forradalomhoz, majd részt vett az azt követő polgárháborúban is Ukrajnában, ahol a szovjetek oldalán harcolt. 1920-ban a Krími-félszigetre küldték, ahol az volt a feladata, hogy gerillaharcot folytasson Vrangel csapatai ellen. 1923 és 1932 között a szovjet államigazgatásban dolgozott, elsősorban a hírközlés területén (pl. posta). 1931-ben részt vett a Maligin jégtörőn a Ferenc József-földre vezetett expedícióban. Ekkor találkozott először Pinyegin orosz sarkutazóval. 1932–1933-ban egy a Ferenc József-földön telelő kutató csoportnak volt a vezetője. 1934–1935-ben a Cseljuszkin-fokon működő sarki megfigyelő állomást vezette.
1937–1938-ban ő volt a vezetője a híres „Északi-sark–1” expedíciónak. Négy tudós, Ivan Dmitrijevics Papanyin (vezető), Ernszt Krenkel (rádiós), Jevgenyij Fjodorov (geofizikus) és Pjotr Sirsov (tengerbiológus) sarki állomást épített egy sodródó jégtáblán. A Mihail Vodopjanov vezette repülőgép a megfelelő felszerelésekkel kirakta őket 20 kilométerre az Északi-sarktól, majd a kutatók berendezkedtek egy dél felé sodródó jégtáblán. A Papanyin vezette csapat 234 napot töltött a jégtáblán és számos tudományos megfigyelést végzett a központi sarki medencében. 1938-ban Dél-Grönland partjainál, a megolvadt jégtábla maradványairól a Kraszin[forrás?] jégtörővel tértek vissza a civilizációba. Az expedíció mind a négy tagja megkapta a Szovjetunió Hőse kitüntetést, amelyet a második világháború előtt csak nagyon ritka, kivételes esetekben adományoztak.
A nemzetközi tudományos világ is érdeklődéssel figyelte útjukat, és a második világháborút követő években több hasonló expedíciót is szervezetek az Arktiszt körülvevő jégvilág felderítésére; ezen vállalkozásokat az úttörő, szovjet sarkutazók tiszteletére „Északi-sark–2, –3” stb. néven nevezték. 1939 és 1946 között az északi hajózási kereskedelmi utak fenntartásáért volt a felelős, amelyek kulcsfontosságú szerephez jutottak a németek ellen viselt háborúban. 1940-ben másodszor kapta meg a Szovjetunió Hőse kitüntetést, amiért megszervezte a Georgij Szedov jégtörő megmentését. 1948 és 1951 között az Oceanológiai Intézetet vezette, majd 1951-től haláláig (1986-ig) a Szovjet Tudományos Akadémia tengeri expedíciókkal foglalkozó osztályának volt az igazgatója.
Papanyin nevét viseli egy hegyfok a Tajmir-félszigeten, egy hegyvonulat az Antarktiszon, és egy tenger alatti hegyvonulat a Csendes-óceánon.

## Magyarul megjelent művei
- Úszó jégtáblán. Napló; ford. Rákos Ferenc; Athenaeum, Bp., 1950
- Úszó jégtáblán; ford., utószó Rákos Ferenc; Gondolat Könyvkiadó, 1959 (Világjárók)
- I.D. Papanyin: Úszó jégtáblán, Gondolat Könyvkiadó, 1961

## Külső hivatkozások
- Papanyin életrajza (oroszul)